# Erinnerungs-Medaille an die Deutsche Atlantische Expedition Meteor 1925–1927
Die Erinnerungs-Medaille an die Deutsche Atlantische Expedition Meteor 1925–1927, auch kurz Meteor-Medaille genannt, wurde von der damaligen Notgemeinschaft der deutschen Wissenschaft in Berlin (heute Deutsche Forschungsgemeinschaft) Ende 1927 in Auftrag gegeben und ab 1928 ausgegeben. Das Design stammt vom deutschen Bildhauer und Medailleur Theodor Georgii.

## Deutsche Atlantische Expedition

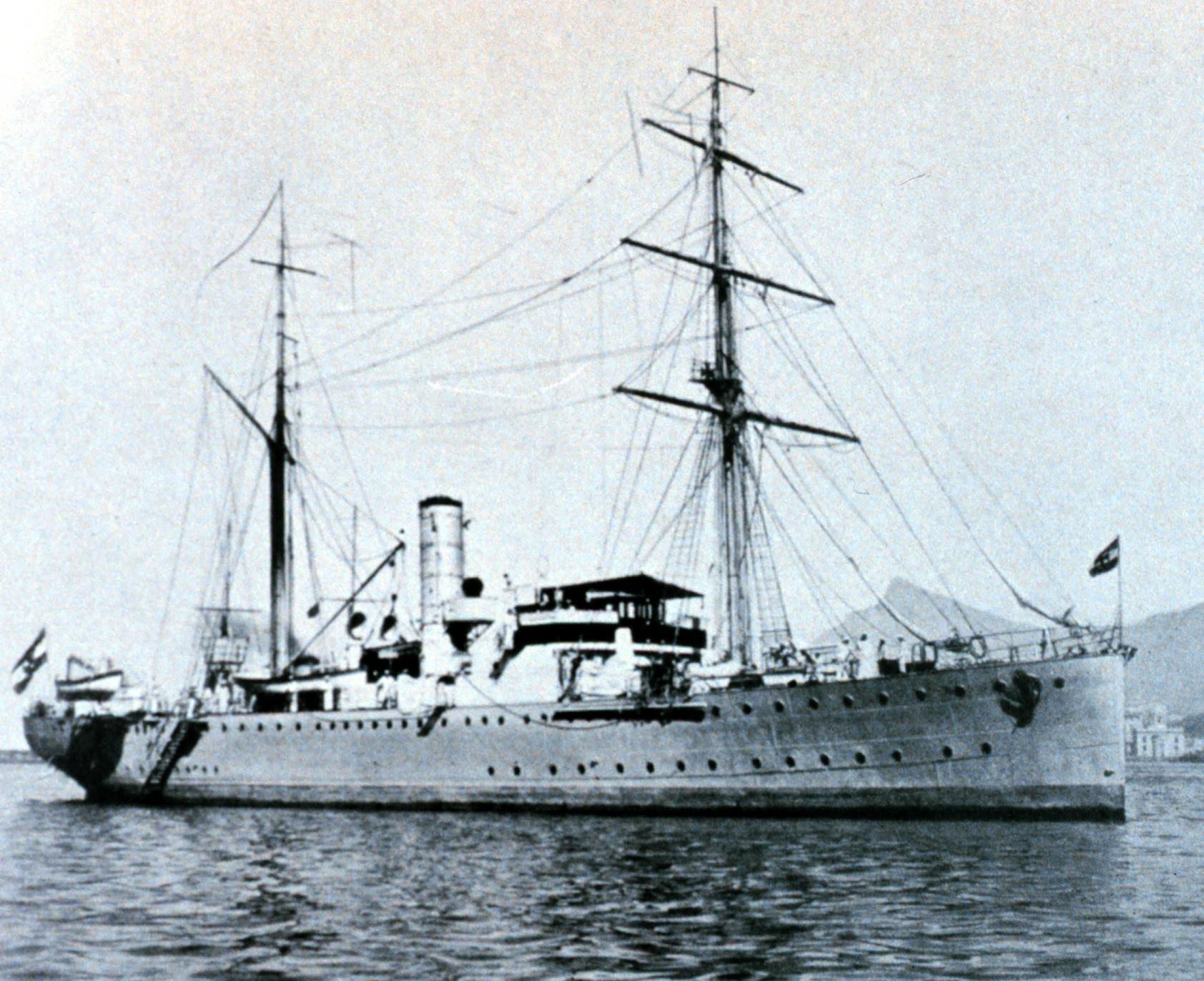
Vermessungsschiff Meteor

Die Deutsche Atlantische Expedition war eine der bedeutendsten ozeanographischen Expeditionen des 20. Jahrhunderts. Der österreichisch-deutsche Meereskundler Dr. Alfred Merz plante eine systematische hydrographische Aufnahme des Atlantischen Ozeans. Sein Vorschlag fand 1924 die Zustimmung der Notgemeinschaft der deutschen Wissenschaft. Um unabhängig von Treibstoff zu sein, fand die Forschungsreise mit dem Vermessungsschiff Meteor statt. Die Meteor war ein ursprünglich unter dem Amtsentwurf 1913 als Kanonenboot für die deutsche Kaiserliche Marine gebautes, aber als solches nicht fertiggestelltes Schiff, das nach Umbau 1923/24 in den Zwischenkriegsjahren als Forschungsschiff der deutschen Reichsmarine bekannt wurde. Die Vermessungsarbeiten fanden sowohl im Südatlantik als auch im Nordatlantik statt. Die Meteor lief am 16. April 1925 aus Wilhelmshaven aus und kehrte dorthin am 2. Juni 1927 zurück. Metz war trotz seines schlechten Gesundheitszustands bis zu seinem Tod im August 1925 in Buenos Aires der Leiter der Expedition. Nach dessen Tod übernahmen der deutsche Meereskundler Georg Wüst und der deutsche Marineoffizier Fritz Spieß die Leitung der Expedition und führten diese zu Ende. Die Meteor durchquerte den Atlantischen Ozean vierzehnmal, um Profile des Ozeans zwischen dem 20°N und 55°S Breitengrad aufzunehmen. Zwischen 310 hydrographischen Standorten nahmen die Wissenschaftler an Bord 67.400 Echolotungen vor, um die Topographie des Meeresbodens abzubilden, und machten 9.400 Messungen von Temperatur, Salzgehalt und chemischer Zusammensetzung in unterschiedlichen Tiefen. Mit der Analyse der zuletzt genannten Messungen konnte ein Modell aus Meeresströmung, Nährstoffverbreitung und Planktonwachstum erstellt werden. Des Weiteren wurden zum ersten Mal umfangreiche Untersuchungen zu Oberflächenverdampfung von Wasser durchgeführt.

## Aussehen
Die kreisförmige Silber-Medaille hat ein Durchmesser von 41,5 mm und ein Gewicht von 25 g. Alle Medaillen wurden im Bayerischen Hauptmünzamt gefertigt. Auf der Vorderseite einer Medaille ist eine Abbildung des Vermessungs- und Forschungsschiffes Meteor unter Segeln dargestellt. Auf der Rückseite der Medaille ist eine fliegende Möwe abgebildet. Über ihr steht die Inschrift „DEUTSCHE / ATLANTISCHE“ und darunter die Inschrift „EXPEDITION / METEOR / 1925–27“. An der oberen Seite einer Medaille ist eine rechteckige Öse, an welcher sich eine Zieraufhängung in Form eines horizontalen Lorbeerzweigs befindet. Der Lorbeerzweig besteht aus 23 Blättern und fünf Beeren. Am Rand der Medaille, gegenüber der Öse, steht „BAYER. HAUPTMÜNZAMT. FEINSILBER“. Jede Medaille war an einem hellblauen Seidenband mit weißen und dunkelgrauen 1 mm breiten senkrechten Streifen an beiden Seiten befestigt.

## Klassen und Träger
Die Medaille gab es in zwei Klassen, mit einem vergoldeten Lorbeerzweig (erste Klasse) und mit einem silbernen Lorbeerzweig (zweite Klasse). 23 Medaillen der ersten Klasse wurden an Offiziere und zivile Wissenschaftler verliehen, wobei 188 Medaillen der zweiten Klasse an die Besatzung gingen. Am Bord der Meteor dienten 123 Männer (10 Offiziere, 29 Unteroffiziere, 78 Seemänner und 6 zivile Wissenschaftler). Die größere Anzahl an verliehenen Medaillen rührt daher, dass die Besatzung während der Reise wechselte und Medaillen auch an Personen vergeben wurden, die mit der Expedition in Zusammenhang standen, aber sich nicht an Bord befanden.
Im Folgenden sind einige Personen aufgeführt, welche die Meteor-Medaille erhalten haben, aber nicht Teil der Besatzung waren:
- Lotte Möller: Sie war eine deutsche Geographin, Hydrographin und Meeresbiologin. Als Frau konnte sie nicht selbst an der Forschungsreise teilnehmen, da ihr das die Reichsmarine verweigerte. Stattdessen nahm sie an Land die Proben entgegen und analysierte sie in Berlin.[6]
- Rudolf Lasarewitsch Samoilowitsch: Er war ein russisch-sowjetischer Polarforscher und Geologe, der als erster ausländischer Gelehrter die Meteor-Medaille erhielt. Kurz davor hat er der Gesellschaft für Erdkunde zu Berlin über seine wissenschaftlichen Beobachtungen auf seinen Fahrten im nördlichen Eismeer berichtet. In diesem Zusammenhang hat er von Spitzbergen aus den höchsten Breitengrad (81° 47') erreicht, bis zu welchem ein Schiff bis dahin in dieser Gegend vorgedrungen war. Seine Angaben zu Meeresströmungen in der Arktis, zu den Landverhältnissen und andere Informationen wurden als von fundamentaler Bedeutung angesehen.[7]